# Louis Fiaux
François Louis Fiaux, né le 27 juillet 1847 à Paris et mort le 13 août 1936 dans la même ville, est un médecin, écrivain, historien et homme politique français.

## Biographie

### Éducation et formation
Né à Paris en 1847, Louis Fiaux réalise des études classiques à Louis-le-Grand et à Sainte-Barbe puis participe à la guerre de 1870 et à la défense du Fort d'Issy avec Charles-Ange Laisant. Pendant la Commune de Paris, il est attaché comme externe à l'hôpital Saint-Louis et publie son premier livre Essai de politique démocratique. 
Après la guerre, il continue ses études et présente sa thèse sur le mécanisme de déglutition en 1875, thèse couronnée par la Faculté de médecine. Après une année en Allemagne, il publie un volume sur l'Enseignement de la médecine en Allemagne et continue à collaborer à divers journaux radicaux-socialistes comme La Politique de Alfred Gaulier et La Justice après sa fondation par Georges Clémenceau en 1880. Dans le même temps il entre en 1878 à la Société d'anthropologie de Paris et se spécialise progressivement dans l'hygiène sociale, la sauvegarde des mœurs et la lutte contre les maladies vénériennes. 
En 1881 il se présente aux élections municipales dans le quartier de la Porte Saint-Martin mais échoue une première fois avant de se présenter à nouveau en juillet 1882 dans le quartier de Saint-Vincent-de-Paul et d'être élu par les électeurs en remplacement de Antide Martin (1811-1882). Aux élections du 4 mai 1884, il est battu par le candidat opportuniste puis se désiste. En 1886, il se présente aux élections sénatoriales de Seine-et-Oise avec un programme comprenant la séparation de l’Église et de l’État et le maintien du Sénat mais n'est pas élu.   

### Évolution boulangiste
Après la publication en 1886 de Un malfaiteur public : Jules Ferry, livre attaquant très durement Jules Ferry et sa politique, Fiaux écrit Le Mea culpa de l'extrême-gauche 1885-1889, « exemple parfait de cette rupture amère » avec le « radicalisme de type clémenciste » selon l'historien Bertrand Joly qui décrit l'ouvrage comme un « long procès hargneux et psychorigide » dans lequel « Fiaux se déchaîne contre les anciens compagnons qui se rallient au parlementarisme et abdiquent devant les ferrystes », raisons qui le poussent à rallier le mouvement boulangiste dans les années qui suivent. En 1887, il se présente comme candidat aux élections municipales de 1887 dans le quartier de la Porte Saint-Martin mais finit par se désister.  
En février 1889, il entre au comité de rédaction du journal L'Égalité : organe de concentration socialiste en compagnie des socialistes Jules Guesde, Ernest Granger et Benoît Malon. En mai, il refuse de participer à la constitution du Comité Central Révisionniste ayant pour but de fédérer tous les comités révisionnistes parisiens afin de soutenir la candidature du boulangiste dissident Henri Michelin pour les élections de septembre, Fiaux considérant cette manœuvre comme « faute grave de tactique ». Entre mai et septembre, il continue à tenir de nombreuses réunions publiques pour promouvoir sa candidature et le « programme révisionniste » dans le quartier de Picpus avec Élie May. Le 20 septembre, il se bat en duel au pistolet avec le socialiste John Labusquière mais sans vainqueur. Au moment des élections, il échoue face à Camille Dreyfus par 4,162 voix contre 4,481 voix.    
Par la suite, il continue son activité politique en rentrant à la commission exécutive de la Fédération des républicains socialistes de France avec Edmond Bazire, Georges Girou et François Planteau et en se présentant à nouveau comme révisionniste dans le quartier de la Chapelle. Après avoir échoué à se faire élire, il retourne à ses travaux de médecin et d'historien et meurt en 1936.     

## Publications
- Essais de politique démocratique, suivis de quelques réflexions sur plusieurs écrits de M. le Cte de Paris, 1871
- De l'Application du pansement ouaté de M. Alph. Guérin,... à la chirurgie d'armée, Imprimerie de J. Claye, Paris, 1872
- L'enseignement des sciences et de la médecine en Allemagne, 1976
- Histoire de la guerre civile de 1871 : le gouvernement et l'assemblée de Versailles, la Commune de Paris, G. Charpentier, Paris, 1879
- La Femme, le Mariage et le Divorce : étude de sociologie, 1880
- Portraits politiques contemporains, 1880-1884
- Pages d'histoire contemporaine. Un malfaiteur public : Jules Ferry, 1886
- La Police des mœurs en France et dans les principaux pays de l'Europe, Félix Alcan, Paris, 1888
- Le Mea culpa de l'extrême-gauche 1885-1889, 1889 (manuscrit disponible à la BHVP, fonds Fiaux, 8-Ms 1767)
- Les Maisons de tolérance, leur fermeture, Félix Alcan, Paris, 1892
- Organisation actuelle de la surveillance médicale de la prostitution est-elle susceptible d'amélioration ?, 1899
- La Prostitution cloîtrée, les maisons de femmes autorisées par la police, devant la médecine publique, étude de biologie sociale, 1902
- Le Délit pénal de contamination intersexuelle, Félix Alcan, Paris, 1907
- Un nouveau régime des mœurs : Abolition de la police des mœurs - Le régime de la loi, Félix Alcan, Paris, 1908
- La Prostitution réglementée et les pouvoirs publics dans les principaux États des deux mondes, Félix Alcan, Paris, 1909
- E. Gaucher, professeur de clinique spéciale à la Faculté de Paris et la protection de la femme, 1919
- L'Armée et la police des mœurs, biologie sexuelle du soldat, essai moral et statistique, Félix Alcan, Paris, 1917
- La Marseillaise, son histoire dans l'histoire des Français depuis 1792, Félix Alcan, Paris, 1918
- Armand Carrel et Émile de Girardin. Cause et but d'un duel, mœurs publiques du temps, dessous de politique, 1921, 3e édition